# Керасохорион
Керасохо́рион (греч. Κερασοχώριον ή Κερασοχώρι) — горная деревня в Греции. Находится на высоте 843 метра над уровнем моря на склонах горы Аграфы, на правом берегу реки Тавропоса, притока Ахелооса, в 214 километрах к северо-западу от Афин, в 214 километрах к юго-западу от Салоник, в 47 километрах к северо-востоку от Агриниона и в 17 километрах к северо-западу от Карпенисиона. Административный центр общины (дима) Аграфы в периферийной единице Эвритании в периферии Центральной Греции. Население 174 жителя по переписи 2011 года.
Южнее деревни проходит национальная дорога 38 Ламия — Карпенисион — Агринион, часть европейского маршрута E952.
До 1930 года (ΦΕΚ 51Α) деревня называлась Керасово (Κεράσοβο). В 1836—1912 годах Керасово был административным центром общины Агреи. Агреи (др.-греч. Ἀγραῖοι) — этолийское племя.

## Сообщество Керасохорион
В 1912 году (ΦΕΚ 261Α) создано сообщество Керасово, в 1930 году (ΦΕΚ 51Α) переименовано в Керасохорион. В местное сообщество Керасохорион входят четыре населённых пункта. Население 473 жителя по переписи 2011 года. Площадь 36,182 квадратных километров.
| Населённый пункт | Население (2011), человек |
| ---------------- | ------------------------- |
| Айия-Триада      | 26                        |
| Керасохорион     | 174                       |
| Крендис          | 267                       |
| Скамния          | 6                         |

## Население
| Год  | Население, человек |
| ---- | ------------------ |
| 1991 | 220                |
| 2001 | 193                |
| 2011 | ↘ 174              |